# Mudder Schulten

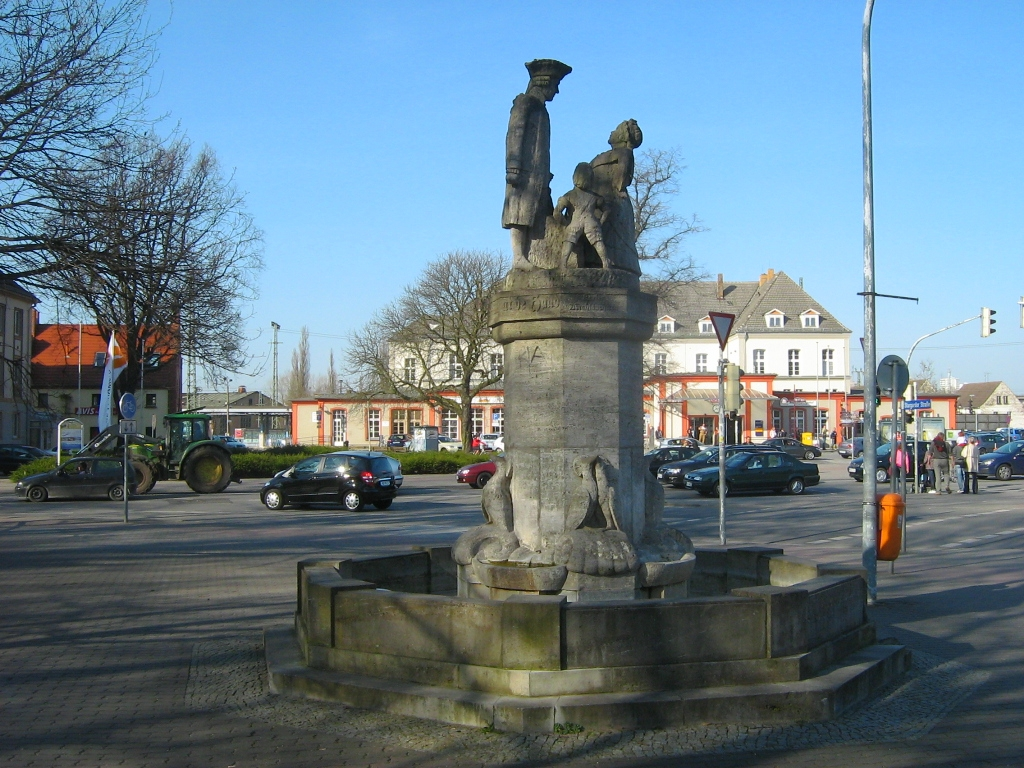
„Mudder-Schulten-Brunnen“ zwischen Neubrandenburger Bahnhof und Regionalmuseum, ursprünglich stand er am Rathaus auf dem Marktplatz (Foto: 2009)

Mudder Schulten, auch Mutter Schulten, Mudder Schultsch ist eine frei gestaltete literarische Figur aus dem Spätwerk des niederdeutschen Dichters Fritz Reuter.

## Literarische Figur
Mudder Schultsch, eine besonders resolute Bäckersfrau, tritt als literarische Figur erstmals in die Geschichte ein, als Fritz Reuter 1866 in seiner Humoreske Dörchläuchting der mecklenburgischen Vorderstadt Neubrandenburg als Ort seiner schaffensreichsten Jahre ein literarisches Denkmal setzte. Seither ist diese Figur mit wechselnder Intensität im Kulturleben dieser Stadt auf vielfältige Weise präsent.
Dabei hat der Name dieser Figur in den gut eineinhalb Jahren ihrer Existenz einen umgangssprachlichen Wandel vollzogen. Bei Fritz Reuter, der die korpulent-rundliche Bäckersfrau im 9. Kapitel der Humoreske als Königin auf dem Neubrandenburger Marktplatz einführt und zum Gegenpart seines schrulligen Titelhelden macht, ist sie fast durchweg die Schultsch (niederdt. Sprachform von Schultz). Der Eklat am Himmelfahrtstag auf dem Neubrandenburger Markt, als die Schultsch ihrem Landesherrn eine unbezahlte Bäckerrechnung ihres Mannes Krischan präsentierte, worauf "Dörchläuchten [...] vör Wuth an den ganzen Liw [bewerte], 'Impertinentes Frauensmensch!' rep hei un [...] ehr de Reknung ut de Hand [stödd], dat Krischan Schulten sine sure, siwstünnige schriftliche Arbeit so licht äwer den Mark henflog, as wir't 'ne blote Schauljung's-Arbeit", zählt seither zu den bekanntesten Szenen in Reuters Spätwerk.

## Identifikationsversuche
Alle Versuche einer Identifikation der Bäckersfrau Schultsch kranken an demselben Irrtum. Reuter hatte nämlich für seine berühmt gewordene Humoreske scheinbar ein Zeitfenster in den 1780er Jahren geöffnet, auf das die meisten Erklärungsversuche fokussieren. Folgerichtig glaubt man, in Krischan Schultsch einen Bäckermeister Jacob (Hinrich) Schultz (1720–1801) zu erkennen, der seit Mitte des 18. Jahrhunderts tatsächlich seine Bäckerei an der Westseite des alten Neubrandenburger Marktplatzes gehabt hatte. Als Vorbild der Mudder Schultsch musste also folgerichtig dessen Ehefrau Christina Dorothea, geb. Zillmann (1727–1802) herhalten, die Tochter eines Neubrandenburger Schlachters.
Diese traditionelle Interpretation verkennt jedoch die Tatsache, dass Reuter in jener Humoreske zugleich Zustände und Personen karikiert, wie er sie selbst um die Mitte des 19. Jahrhunderts in Neubrandenburg kennen und lieben gelernt hatte. Damals, gut drei Generationen später, zu Zeiten von Reuters Anwesenheit in dieser Stadt, existierte die Bäckerei Schultz noch immer im selben Haus am Markt und noch immer gab es dort eine Mudder Schultsch (wie resolut auch immer die gewesen sein mag).
Einzige historische Dokumente, welche als Belegstücke für die von Reuter komponierte Szenerie auf dem Marktplatz gelten können, sind eine Abrechnung samt Begleitschreiben des Bäckers Jacob Schultz über in den Jahren 1766 und 1767 gelieferte und unbezahlt gebliebene Backwaren, datiert unter dem 12. März 1771. Anders als bei Reuter stellt sich die historische Handlung jedoch wie folgt war: Ein Höfling hatte damals unautorisiert bei Schultz Lieferaufträge ausgelöst und der Bäcker hatte dafür nun eine Bezahlung angemahnt, welche die Landeskasse nun zu Recht verweigerte. Diese Schriftstücke, welche offenbar auch Reuter zur Kenntnis gelangt waren, sind heute in den Sammlungen des Regionalmuseums Neubrandenburg überliefert.

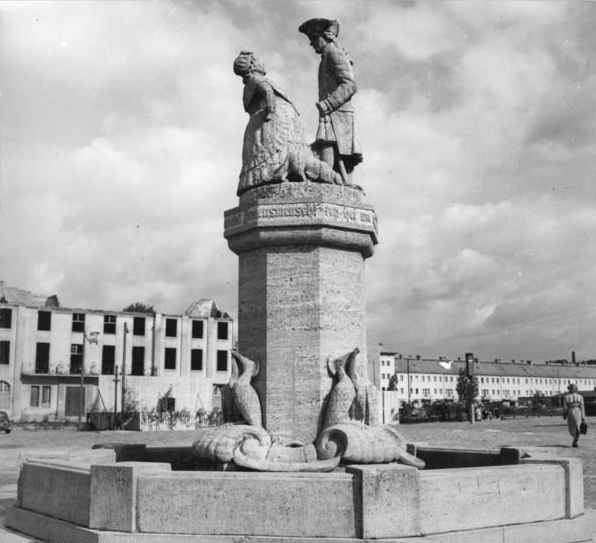
Mudder-Schulten-Brunnen auf dem zerstörten Marktplatz von Neubrandenburg

## Mudder-Schulten-Brunnen
Seit den 1920ern sind Reuters Romanfiguren, Herzog Adolf Friedrich IV. von Mecklenburg-Strelitz und die Bäckersfrau Schultz, als Figurengruppe eines Sandsteinbrunnens dauerhaft im Stadtbild von Neubrandenburg präsent. Ein alteingesessenes Modegeschäft hatte sein 100-jähriges Firmenjubiläum dazu genutzt, der Stadt einen von Wilhelm Jaeger geschaffenen Döchläuchtingbrunnen zu schenken und auf dem Marktplatz südwestlich des alten Rathauses aufstellen zu lassen. Am 31. März 1923 erfolgte die feierliche Einweihung des Brunnens, den zeitgenössische Medien schon bald in Reuter-Brunnen umgetauft haben.
Die bis heute letzte Namensänderung des Brunnens erfolgte in der zweiten Hälfte der 1950er Jahre, womöglich unter politischen Vorzeichen, denn mit Herzögen als Leitfiguren der abgelebten alten Zeit hatte man in der noch jungen Deutschen Demokratischen Republik so gar nichts am Hut und mit dem Erbe von Fritz Reuter tat man sich anfangs auch eher schwer. Was lag näher, als den Brunnen nochmals umzubenennen: 1955 heißt er noch Mutter Schultzsch-Brunnen, 1956 ist es plötzlich der Mutter Schulten-Brunnen, schon bald der Mudder-Schulten-Brunnen. Dieser Name hat sich inzwischen eingebürgert.